# Erik Wilén
Erik Wilhelm „Erkka” Wilén (ur. 15 lipca 1898 w Helsinkach, zm. 23 lipca 1982 tamże) – fiński lekkoatleta (płotkarz i sprinter), wicemistrz olimpijski z 1924.
Na igrzyskach olimpijskich w 1920 w Antwerpii wystąpił w biegu na 400 metrów, w którym odpadł w ćwierćfinale oraz w biegu na 400 metrów przez płotki, gdzie odpadł w półfinale.
Swój największy sukces odniósł na igrzyskach olimpijskich w 1924 w Paryżu, gdzie zdobył srebrny medal w biegu na 400 metrów przez płotki. Wilén ukończył bieg na 3. pozycji, ale drugi na mecie Charles Brookins ze Stanów Zjednoczonych został zdyskwalifikowany za przekroczenie toru. Zwycięzca Morgan Taylor z USA przewrócił ostatni płotek, wobec czego jego czas 52,6 nie mógł według ówczesnych przepisów być uznany za rekord świata. Czas Wiléna 53,8 stał się nowym rekordem olimpijskim. Na tych samych igrzyskach Wilén startował również w biegu na 400 metrów, gdzie odpadł w ćwierćfinale oraz w sztafecie 4 × 400 metrów (w składzie: Erik Åström, Hirsch Drisin, Eero Lehtonen i Wilén), która odpadła w przedbiegach.
Odpadł w półfinale biegu na 400 metrów przez płotki na igrzyskach olimpijskich w 1928 w Amsterdamie.
Zdobył 50 tytułów mistrza Finlandii:
- bieg na 100 metrów – 1919
- bieg na 200 metrów – 1919
- bieg na 400 metrów – 1919–1924
- bieg na 800 metrów – 1921, 1922
- bieg na 110 metrów przez płotki – 1921–1926, 1933
- bieg na 400 metrów przez płotki – 1918–1920, 1923–1928, 1930–1932
- sztafeta 4 × 100 metrów – 1916–1920, 1922
- sztafeta 4 × 400 metrów – 1917–1926, 1930, 1931, 1933
- sztafeta 4 × 800 metrów – 1931, 1933

Wielokrotnie poprawiał rekordy Finlandii, doprowadzając je do następujących wyników:
- bieg na 200 metrów – 22,4 (2 września 1922, Helsinki)
- bieg na 400 metrów – 49,0 (3 lipca 1922, Göteborg)
- bieg na 800 metrów – 1:57,0 (20 sierpnia 1921, Kotka)
- bieg na 400 metrów przez płotki – 54,8 (4 września 1926, Helsinki)
- sztafeta 4 × 100 metrów – 42,6 (2 lipca 1923, Göteborg)
- sztafeta 4 × 400 metrów – 3:19,3 (4 lipca 1923, Göteborg)